# 加伦贝格
加伦贝格是德国莱茵兰-普法尔茨州的一个市镇。总面积2.28平方公里，总人口209人，其中男性117人，女性92人（2011年12月31日），人口密度92人/平方公里。